# Egbert d'Andechs-Méranie
Egbert d'Andechs-Méranie ou Eckbert von Andechs-Meranien (né après 1173, mort le 5 juin 1237 à Vienne) est prince-évêque de Bamberg de 1203 à sa mort.

## Biographie
Egbert d'Andechs est le troisième des neuf enfants qu'auront Berthold IV de Diessen, duc de Méranie et prince du Saint-Empire, et son épouse, la comtesse Agnès de Rochlitz († 1195), fille du margrave Dedo III de Lusace, de la maison de Wettin.
Il est entre autres le frère de sainte Edwige de Pologne, d'Agnès de Méranie, reine de France par son mariage avec Philippe-Auguste, de Gertrude de Méranie, reine de Hongrie, mère de sainte Elisabeth de Hongrie, et d'Othon VII, comte palatin de Bourgogne par son mariage avec Béatrice II. La maison d'Andechs est alors à son apogée.
Egbert est un partisan de Frédéric II.
Le 21 juin 1208 à Bamberg, lors du mariage entre son frère Othon et Béatrice II de Bourgogne, le roi et empereur élu Philippe de Souabe, oncle de la fiancée, est assassiné par son allié Othon VIII de Wittelsbach. La position de la maison d'Andechs sort considérablement affaiblie de cet épisode : le frère cadet d'Othon, Henri II, est accusé d'avoir participé à l'assassinat et tous ses biens lui sont confisquées par le duc Louis Ier de Bavière. Le château d'Andechs est entièrement rasé et les Andechs ne seront réhabilités que bien plus tard. Egbert est inclus dans la disgrâce et également dépouillé de ses biens et de ses titres, qu'il ne recouvrera qu'en 1211.
En 1237, il devient Statthalter de l'Autriche et de la Styrie.
Il est par ailleurs l'un des trois membres de la famille d'Andechs à l'origine de la construction de la cathédrale de Bamberg : Othon (évêque de 1177 à 1196), lui-même et Popon (évêque de 1237 à 1242).
La cathédrale sera consacrée le 6 mai 1237.

## Source, notes et références
- (de) Cet article est partiellement ou en totalité issu de l’article de Wikipédia en allemand intitulé « Ekbert von Andechs-Meranien » (voir la liste des auteurs).
- (de) Rudolf M. Kloos, « Ekbert von Andechs-Meranien », dans Neue Deutsche Biographie (NDB), vol. 4, Berlin, Duncker & Humblot, 1959, p. 427–428 (original numérisé).
- (de) Friedrich Wilhelm Schirrmacher, « Ekbert, Bischof von Bamberg », dans Allgemeine Deutsche Biographie (ADB), vol. 5, Leipzig, Duncker & Humblot, 1877, p. 781-783.